# Cowlesite
La cowlesite è un minerale, un silicato (tettosilicato) che appartiene al gruppo delle zeoliti. Fu nominata, nel 1975, in onore del collezionista di minerali John G. Cowles (1907-1985).

## Abito cristallino
Cristalli in aggregati sferici, raggiati, globulari o fibrosi. In genere, cristallizza in piccole sfere grigie accresciute su altri minerali. Più raramente, in cristalli tabulari allungati.
I cristalli sono molto piccoli (millimetrici). Le molecole d’acqua nella formula variano di numero da 4 a 5 o a 6.

## Origine e giacitura
Si forma nelle cavità dei basalti olivinici e delle lave vulcaniche. Si rinviene associata, quasi sempre, ad apofillite e calcite ma anche a levyna, thomsonite, heulandite, analcime.

## Località di rinvenimento
Nella Wheeler County in Oregon (U.S.A.), nella Clark County dello stato di Washington (U.S.A.), nell’isola di Skye in Scozia (U.K.), nei fiordi dell’ovest in Islanda.

## Usi
Minerale d’interesse scientifico e collezionistico.